# Parc national des marais de Saiwa
Créé en 1974, le parc national des marais de Saiwa est le plus petit des parcs nationaux du Kenya. Couvrant tout juste 2,9 km2 ce parc a été créé spécifiquement pour protéger l'habitat du sitatunga, aussi appelé guib d'eau, une antilope ayant la particularité d'apprécier les milieux aquatiques.

## Localisation
Situé non loin de la ville de Kitale, dans la province de la vallée du Rift, le parc national des marais de Saiwa se trouve à 385 km (239 miles) au nord-ouest de Nairobi, près de la frontière ougandaise. Non loin de là se trouve le parc national du Mont Elgon, un parc frontalier dont la plus grande partie se trouve située en Ouganda.

## Faune
Outre le guib d'eau, on observe, entre autres, dans le parc national de Saiwa le guib harnaché, étroitement apparenté au sitatunga, le cercopithèque de Brazza ou singe de Brazza et le colobe noir et blanc. On y dénombre jusqu'ici 372 espèces d'oiseaux dont le Touraco de Ross et le Coucal à nuque bleue.